# Gran Premio de Austria de Motociclismo de 1973
El Gran Premio de Austria de Motociclismo de 1973 fue la segunda prueba de la temporada 1973 del Campeonato Mundial de Motociclismo. El Gran Premio se disputó el 6 de mayo de 1973 en el circuito de Salzburgring.

## Resultados 500cc
El finlandés Jarno Saarinen hizo historia al conseguir la victoria en las dos grandes categorías. En la de 500 cc, se aprovechó de las retiradas por problemas mecánicos de las dos MV Agustaː las de Giacomo Agostini y Phil Read. El japonés Hideo Kanaya y el neozalandés Kim Newcombe fueron segundo y tercero respectivamente.
| Pos.    | Piloto                | Equipo    | Tiempo     | Pts. |
| ------- | --------------------- | --------- | ---------- | ---- |
| 1       | Jarno Saarinen        | Yamaha    | 52' 48" 48 | 15   |
| 2       | Hideo Kanaya          | Yamaha    | +25" 32    | 12   |
| 3       | Kim Newcombe          | König     | +1 Vuelta  | 10   |
| 4       | Guido Mandracci       | Suzuki    | +1 Vuelta  | 8    |
| 5       | Roberto Gallina       | Paton     | +2 Vueltas | 6    |
| 6       | Werner Giger          | Yamaha    | +2 Vueltas | 5    |
| 7       | Bosse Granath         | Husqvarna | +2 Vueltas | 4    |
| 8       | Billie Nelson         | Yamaha    | +3 Vueltas | 3    |
| 9       | Bruno Kneubühler      | Yamaha    | +3 Vueltas | 2    |
| 10      | Alois Maxwald         | Rotax     | +3 Vueltas | 1    |
| 11      | Sven-Olof Gunnarsson  | Kawasaki  | +3 Vueltas |      |
| 12      | Gernot Maas           | Rotax     | +4 Vueltas |      |
| 13      | Michael Schmid        | Yamaha    | +4 Vueltas |      |
| 14      | Walter Kaletsch       | Yamaha    | +5 Vueltas |      |
| 15      | Bert Nijland          | Honda     | +5 Vueltas |      |
| 16      | Gerhard Greiffenhagen | Norton    | +7 Vueltas |      |
| Ret     | Reinhard Hiller       | König     | Ret        |      |
| Ret     | Giacomo Agostini      | MV Agusta | Ret        |      |
| Ret     | Gyula Marsovszky      | Yamaha    | Ret        |      |
| Ret     | Helmut Kasper         | Kawasaki  | Ret        |      |
| Ret     | János Drapál          | Yamaha    | Ret        |      |
| Ret     | Børge Nielsen         | Yamaha    | Ret        |      |
| Ret     | Silvano Bertarelli    | Paton     | Ret        |      |
| Ret     | Paul Eickelberg       | König     | Ret        |      |
| Ret     | Hans Braumandl        | Rotax     | Ret        |      |
| Ret     | Kaarlo Koivuniemi     | Kawasaki  | Ret        |      |
| Ret     | Jack Findlay          | Suzuki    | Ret        |      |
| Ret     | Kurt-Harald Florin    | König     | Ret        |      |
| Ret     | Hansueli Rothermann   | Yamaha    | Ret        |      |
| Ret     | Phil Read             | MV Agusta | Ret        |      |
| Ret     | Ernst Hiller          | König     | Ret        |      |
| Ret     | Werner Bergold        | Kawasaki  | Ret        |      |
| Fuente: |                       |           |            |      |

## Resultados 350cc
Las MV Agusta suscribieron un fin de semana para olvidar al retirarse también de la carrera de 350cc. El italiano Giacomo Agostini y el inglés Phil Read no sumaron en este Gran Premio. La victoria fue para el húngaro János Drapál, en la que su segunda victoria en su palmarés. Walter Villa y Teuvo Länsivuori completaron el podio.
| Pos. | Piloto               | Moto            | Tiempo     | Pts. |
| ---- | -------------------- | --------------- | ---------- | ---- |
| 1    | János Drapál         | Yamaha          | 56' 21" 08 | 15   |
| 2    | Walter Villa         | Yamaha          | +3" 76     | 12   |
| 3    | Teuvo Länsivuori     | Yamaha          | +8" 30     | 10   |
| 4    | Billie Nelson        | Yamaha          | +1 Vuelta  | 8    |
| 5    | Bosse Granath        | Yamaha          | +1 Vuelta  | 6    |
| 6    | Dieter Braun         | Yamaha          | +2 Vueltas | 5    |
| 7    | Kent Andersson       | Yamaha          | +2 Vueltas | 4    |
| 8    | Gyula Marsovszky     | Yamaha          | +2 Vueltas | 3    |
| 9    | Marcel Ankoné        | Yamsel          | +2 Vueltas | 2    |
| 10   | Bruno Kneubühler     | Harley-Davidson | +2 Vueltas | 1    |
| 11   | Eduardo Celso-Santos | Yamaha          | +3 Vueltas |      |
| 12   | Werner Schmied       | Yamaha          | +3 Vueltas |      |
| 13   | Franz Weidacher      | Yamaha          | +3 Vueltas |      |
| 14   | Herbert Prügl        | Yamaha          | +3 Vueltas |      |
| Ret  | Phil Read            | MV Agusta       | Ret        |      |
| Ret  | Giacomo Agostini     | MV Agusta       | Ret        |      |
| Ret  | John Dodds           | Yamaha          | Ret        |      |
| Ret  | Renzo Pasolini       | Aermacchi       | Ret        |      |
| Ret  | Chas Mortimer        | Yamaha          | Ret        |      |

## Resultados 250cc
Jarno Saarinen seguía dominando como hizo el año pasado, la categoría de 250cc. El finlandés consiguió su segunda victoria consecutiva con más de diez segundos sobre el segundo clasificadoː el japonés Hideo Kanaya.
| Pos. | Piloto             | Moto      | Tiempo     | Pts. |
| ---- | ------------------ | --------- | ---------- | ---- |
| 1    | Jarno Saarinen     | Yamaha    | 48' 31" 50 | 15   |
| 2    | Hideo Kanaya       | Yamaha    | +13" 10    | 12   |
| 3    | Chas Mortimer      | Yamaha    | +14"       | 10   |
| 4    | Teuvo Länsivuori   | Yamaha    | +1' 13" 74 | 8    |
| 5    | John Dodds         | Yamaha    | +1' 21" 18 | 6    |
| 6    | Roberto Gallina    | Yamaha    | +1' 22" 88 | 5    |
| 7    | Walter Villa       | Yamaha    | +1 Vuelta  | 4    |
| 8    | Börje Jansson      | Yamaha    | +1 Vuelta  | 3    |
| 9    | Klaus Leonhardt    | Yamaha    | +1 Vuelta  | 2    |
| 10   | Werner Giger       | Yamaha    |            | 1    |
| 11   | Marcel Ankoné      | Yamaha    |            |      |
| 12   | Paolo Pileri       | Yamaha    |            |      |
| 13   | Hans M'hlebach     | Yamaha    |            |      |
| 14   | Mike Fogg          | Yamaha    |            |      |
| 15   | Tapio Virtanen     | Yamaha    |            |      |
| 16   | Ryszard Mankiewicz | Yamaha    |            |      |
| 17   | Kork Ballington    | König     |            |      |
| 18   | Muhlfried Minich   | Suzuki    |            |      |
| 19   | Michael Schmid     | Yamaha    |            |      |
| Ret  | Renzo Pasolini     | Aermacchi | Ret        |      |

## Resultados 125cc
La carrera del octavo de litro, segunda victoria consecutiva del sueco Kent Andersson. Su compatriota Börje Jansson y el español y vigente campeón del mundo de la categoría, Ángel Nieto tan solo pudo ser tercero.
| Pos. | Piloto             | Moto             | Tiempo     | Pts. |
| ---- | ------------------ | ---------------- | ---------- | ---- |
| 1    | Kent Andersson     | Yamaha           | 42' 56" 96 | 15   |
| 2    | Börje Jansson      | Maico            | +1' 13" 42 | 12   |
| 3    | Ángel Nieto        | Morbidelli       | +1 Vuelta  | 10   |
| 4    | Otello Buscherini  | Malanca          | +1 Vuelta  | 8    |
| 5    | Eugenio Lazzarini  | Piovaticci-Maico | +1 Vuelta  | 6    |
| 6    | Matti Salonen      | Yamaha           | +1 Vuelta  | 5    |
| 7    | Pentti Salonen     | Yamaha           | +2 Vueltas | 4    |
| 8    | Johann Zemsauer    | Rotax            | +2 Vueltas | 3    |
| 9    | Paolo Pileri       | DRS              | +2 Vueltas | 2    |
| 10   | Rudolf Weiss       | Maico            | +2 Vueltas | 1    |
| 11   | Hans-Jürgen Hummel | Yamaha           | +2 Vueltas |      |
| 12   | Werner Schmied     | Rotax            | +3 Vueltas |      |
| 13   | Janos Reisz        | MZ               | +3 Vueltas |      |
| 14   | Bert Nijland       | Maico            | +3 Vueltas |      |
| 15   | Hans Zamsuer       | Rotax            | +3 Vueltas |      |
| 16   | Pal Kohut          | Maico            | +3 Vueltas |      |
| 17   | Branko Jelavic     | MZ               | +4 Vueltas |      |
| 18   | H. Springer        | Rotax            | +4 Vueltas |      |
| Ret  | Chas Mortimer      | Yamaha           | Ret        |      |
| Ret  | Harald Bartol      | Suzuki           | Ret        |      |